# راؤول رويدياز
راؤول رويدياز (بالإسبانية: Raúl Ruidíaz) (المولود 25 يوليو 1990) هو لاعب كرة قدم بيروفي يلعب حاليًا لنادي الجامعي دي بيرو والمنتخب البيروفي.

## مسيرته مع المنتخب
أُستدعي رويدياز في قائمة بيرو المشاركة في كوبا أمريكا المئوية في 2016. في آخر مباراة من دور المجموعات والتي كانت ضد البرازيل، سجل رويدياز هدفًا مثيرا للجدل في الدقيقة الخامسة والسبعين من المباراة حيث أدخل الكرة المرمى بذراعه. الهدف وضع بيرو في المقدمة بنتيجة 1–0 لتنتهي المباراة بنفس النتيجة لتتأهل بيرو إلى ربع النهائي في حين استبعدت البرازيل من البطولة.

## روابط خارجية
- راؤول رويدياز على موقع الاتحاد الدولي (مؤرشف)  (الإنجليزية)
- راؤول رويدياز على موقع الدوري الأمريكي (الإنجليزية)
- راؤول رويدياز على موقع إي إس بي إن إف سي (الإنجليزية)
- راؤول رويدياز على موقع قاعدة بيانات كرة القدم.إي يو (الإنجليزية)
- راؤول رويدياز على موقع ليكيب (الفرنسية)
- راؤول رويدياز على موقع ناشيونال فوتبول تيمز (الإنجليزية)
- راؤول رويدياز على موقع Soccerway.com (الإنجليزية)
- راؤول رويدياز على موقع عالم كرة القدم.نت (الإنجليزية)
- راؤول رويدياز على موقع AS.com (الإسبانية)